# 1834 en mathématiques
| Années des mathématiques : 1831 - 1832 - 1833 - 1834 - 1835 - 1836 - 1837    |
| Décennies des mathématiques : 1800 - 1810 - 1820 - 1830 - 1840 - 1850 - 1860 |

Cet article présente les faits marquants de l'année 1834 en mathématiques.

## Évènements
- 10 avril : l'article du mathématicien irlandais Hamilton intitulé On a General Method in Dynamics (Sur les méthodes générales de résolution en dynamique) est lu devant la Royal Society. Il développe la notion de polynôme caractéristique pour la résolution d'une équation différentielle linéaire issue de la mécanique[1].
- Le mathématicien britannique Charles Babbage conçoit les plans d'une machine à calculer programmable, la machine analytique, destinée à fonctionner comme un calculateur automatique[2].

## Naissances
- 9 avril : Edmond Laguerre (mort en 1886), mathématicien français.
- 10 juin : Charles Grandemange (mort en 1870), mathématicien et calculateur prodige français né sans bras ni jambe.
- 11 juin : Johann Bauschinger (mort en 1893), mathématicien allemand.
- 4 août : John Venn (mort en 1923), mathématicien et logicien britannique.

## Décès
- 16 janvier : Jean Nicolas Pierre Hachette (né en 1769), mathématicien français.
- 5 mars : Giuliano Frullani (né en 1795), mathématicien italien.
- 12 mars : Karl Wilhelm Feuerbach (né en 1800), mathématicien allemand.
- 8 juin : Ioannis Karandinos (né en 1784), mathématicien grec.
- 10 juin : Karl Christian von Langsdorf (né en 1757), mathématicien, géologue, biologiste et ingénieur allemand.